# Vacances à Hawaï (court métrage, 1937)
Cet article concerne le court métrage de 1937. Pour le court métrage de 2011, voir Vacances à Hawaï (court métrage, 2011).
Pour les articles homonymes, voir Vacances à Hawaï.
Pour plus de détails, voir Fiche technique et Distribution.
Vacances à Hawaï ou Vacances Hawaiiennes (Hawaiian Holiday) est un dessin animé de Mickey Mouse produit par Walt Disney pour RKO Radio Pictures et sorti le 24 septembre 1937.

## Synopsis
Mickey et ses amis sont en voyage à Hawaï.  Mickey et Donald jouent de la musique traditionnelle sur la plage pour que Minnie danse en pagne tandis que Pluto s'amuse avec les vagues. Dingo s'exerce lui comme il peut au surf. Donald se met aussi à la danse mais il met le feu au pagne. Pluto joue de son côté avec une étoile de mer et se retrouve ensablé par une vague tandis que Dingo n'est pas en reste avec sa planche qui s'enfile dans son maillot. Pluto est ensuite aux prises avec une conque puis un crabe et à nouveau enseveli. Dingo poursuit ses exercices non sans mal.

## Fiche technique
- Titre original : Hawaiian Holiday
- Autres titres[1] :
  - Allemagne : Ferien auf Hawaii, Urlaub auf Hawaii
  - Argentine : Vacaciones Hawaianas
  - Danemark : Glade dage på Hawaii
  - Finlande : Loma Hawaijilla
  - France : Vacances à Hawaï, Vacances Hawaiiennes
  - Suède : Säg det med ukulele, Semester på Hawaii, Kalle Anka & Co. på Hawaii
- Série : Mickey Mouse
- Réalisateur : Ben Sharpsteen
- Animateur : Art Babbitt, Al Eugster, Ed Love, Wolfgang Reitherman
- Voix : Pinto Colvig (Dingo), Walt Disney (Mickey), Marcellite Garner (Minnie), Clarence Nash (Donald),
- Producteur : Walt Disney, John Sutherland
- Distributeur : RKO Radio Pictures
- Date de sortie : 24 septembre 1937[2]
- Format d'image : Couleur (Technicolor)
- Musique : Paul J. Smith
- Son : Mono
- Durée : 8 min
- Langue : (en)
- Pays :  États-Unis

## Voix françaises

### 1erdoublage (1989)
- Sylvain Caruso : Donald Duck
- Roger Lumont : Dingo

La chanson de Minnie est en version instrumentale.

### 2edoublage (1997, exploité sur Disney+)
- Sylvain Caruso : Donald Duck
- Gérard Rinaldi : Dingo

### 3edoublage (années 2010, exploité dans Mickey: Trop Drôle)
- Marie-Charlotte Leclaire : Minnie Mouse
- Sylvain Caruso : Donald Duck
- Gérard Rinaldi : Dingo

## Commentaires
Pour ce film, Disney a changé de distributeur, RKO Radio Pictures remplace United Artists. Il a aussi était restauré dans les années 1990. La séquence de surf avec Dingo est à l'origine des films How to...
Le film comprend un grand nombre de séquences mettant en valeur tel ou tel personnage sans réellement les associer.